# Gustaf Gustafsson af Vasaborg
Gustaf Gustafsson af Wasaborg, född 24 april 1616 i Stockholm, död 25 oktober 1653 i Wildeshausen, Bremen var en svensk greve och riksråd. Han var utomäktenskaplig son till kung Gustav II Adolf och Margareta Slots och växte upp hos sin farbror, friherre Carl Carlsson Gyllenhielm, som själv var utomäktenskaplig son till kung Karl IX. Gustaf Gustafsson af Wasaborg hade bland annat Nystad i Finland som grevskap.

## Biografi
Johannes Rudbeckius fick av Gustav II Adolf ansvaret för hans uppfostran. I november 1626 inskrevs Gustaf Gustafsson vid Uppsala universitet.[källa behövs] 1630 blev han student vid Leucorea i Wittenberg, där han uppmärksammades och blev rector illustris och höll en oration med anledning av den svenska segern i slaget vid Breitenfeld. Vid Gustav II Adolfs död fick han Axel Oxenstierna som förmyndare. 1633 lämnade han rektoratet i Wittenberg och anslöt sig till svenska armén där han blev överste för ett livländskt regemente och kommendant i Osnabrück. Han deltog i slaget vid Nördlingen där han utmärkte sig, om än mera för sitt mod än sin skicklighet. I enlighet med faderns testamende blev han 1634 postulerad administrator i stiftet Osnabrück. År 1637 adlades han  Vasaborg och fick Vibyholms kungsgård, Saaris gods med flera gods i Finland. Vid ett tillfälle ägde han ett palats på Strömsborg i Stockholm. 1641 utträdde han ur armén efter att på grund av sitt häftiga humör ha kommit i konflikt med sina officerare, och återvände till Osnabrück. Då Osnabrück fick avträdas i Westfaliska freden erhöll han i stället stiftet Wildeshausen och en kontant ersättning på 80.000 daler kopparmynt. 1645 blev han guvernör av Estland.
Gustaf Gustafsson upphöjdes 1646 till friherre till Vibyholm och 1646 utnämndes han till greve af Nystad och introducerades på Riddarhuset 1647. 
År 1649 sökte han befattningen som riksamiral efter Carl Carlsson Gyllenhielms avsked, men fick nej och begav sig till Tyskland. Han kom på kant med drottning Kristina och bosatte sig år 1652 i Oldenburg. 
Gustaf Gustafsson avled vid 37 års ålder den 25 oktober 1653 i Wildeshausen, men är gravsatt i Riddarholmskyrkan i Stockholm. 
Hans gren av Vasaätten utslocknade år 1777 med hans sondotter Henrietta Polyxena af Vasaborg.

## Familj
Han var gift med grevinnan Anna Sofia Wied-Runkel (död 1694) och hade fem barn:
1. Kristina af Wasaborg (1644–1689)
2. Gustav af Wasaborg (död 1646)
3. Gustaf Adolf af Wasaborg (1653–1732)
4. Sofia af Wasaborg (död 1654)
5. Charlotte af Wasaborg (död 1655)[4]